# Uranophora chalybea
Uranophora chalybea är en fjärilsart som beskrevs av Jacob Hübner 1827. Uranophora chalybea ingår i släktet Uranophora och familjen björnspinnare. Inga underarter finns listade i Catalogue of Life.